# Lur Berri
Lur Berri (terre nouvelle en basque) est une coopérative du secteur agroalimentaire installée dans le Sud-Ouest de la France, fondée en 1936 au Pays basque. Le siège social du groupe Lur Berri est domicilié à Aïcirits-Camou-Suhast. Le groupe Lur Berri est présent dans les départements des Pyrénées-Atlantiques, des Landes, des Hautes-Pyrénées et en Haute-Garonne.

## Histoire
En 1971, la coopérative agricole Lur Berri naît de la fusion entre la coopérative de céréales du Pays basque fondée en 1936 et celle de Basse-Navarre créée en 1947.
La coopérative se développe d'abord sur ses métiers de bases, céréales et productions animales (bovins, ovins, porcins). Puis elle se diversifie peu à peu dans les semences, engrais, palmipèdes, en passant des accords ou en rachetant des sociétés.
En 1996, la société Arcadie Sud-Ouest, spécialisée dans l’abattage et la découpe de viande, dont Lur Berri est actionnaire à 48,2% et le premier fournisseur, est fondée. Cette diversification dans la viande se poursuit en 2009 avec la prise du contrôle à 90% de la société Spanghero SA.
En 2001, Lur Berri signe un partenariat commercial avec le groupe Labeyrie en devenant le fournisseur exclusif en canards à foie gras. En 2009, Lur Berri devient actionnaire à 32% de Labeyrie. En 2012, Lur Berri détient 61% du capital de Labeyrie. En 2014, pour favoriser le développement de Labeyrie, Lur Berri devient actionnaire à parité avec le fonds d'investissement français PAI de la holding détenant Labeyrie à 84%.
En 2015, Lur Berri adhère à Actura (fusion d’Agridis et D’clic), seconde centrale d’achats de produits phytosanitaires et de semences en France.
En 2017, le rachat des négoces TS AGRI et Cornélis permettent à Lur Berri d'étendre sa zone d'action dans les départements non couverts de l'Occitanie.

## Organisation

### Données économiques
Le chiffre d'affaires consolidé de Lur Berri a augmenté au fil des acquisitions : 0,412 milliard d'euros en 2007-2008 avant les prises de participation dans Spanghero et Labeyrie, 1,335 milliard d'euros en 2015-2016, 1,459 en 2018-2019.

### Direction
La coopérative est présidée par Éric Narbaïs-Jauréguy depuis 2020, ayant succédé à Sauveur Urrutiaguer, président pendant quinze ans. La direction générale est assurée par Frédéric Hialé.

### Organisation interne
Quelque 5 100 agriculteurs sont adhérents à la coopérative Lur Berri, qui compte un peu plus de 400 salariés.
Les activités du groupe coopératif Lur Berri s'articulent autour de trois pôles : agricole (composé des branches végétale et animale), agroalimentaire, distribution.
Au sein des productions végétales, Lur Berri a un partenariat avec le semencier Corteva Agriscience pour produire et mettre sur le marché des semences de maïs.
Au niveau des productions animales, la commercialisation des productions se fait au sein de cinq groupements de producteurs : palmipèdes, poulets, bovins, ovins et porcins. Ces groupements valorisent des certifications et labels pour la reconnaissance de la qualité des productions, comme les labels rouges « Bœuf Excellence » ou « Bœuf Majesté » pour la viande Blonde d'Aquitaine.
Au niveau de la distribution, Lur Berri a des partenariats avec deux enseignes, Gamm Vert pour le jardinage et Mr Bricolage pour le bricolage.